# Pariana maynensis
Pariana maynensis är en gräsart som beskrevs av Huber. Pariana maynensis ingår i släktet Pariana och familjen gräs. Inga underarter finns listade i Catalogue of Life.